# YouVersion
YouVersion (Bible.com ou Bible App) est un site web et une application mobile chrétiens évangéliques offrant des traductions de la bible en plusieurs langues. Le site a été mis en ligne en 2008, par Life.Church.

## Histoire
Le pasteur Bobby Gruenewald et Life.Church, une mégaéglise américaine basée à Edmond (Oklahoma), lancent YouVersion en 2008 et y investissent un peu plus de 20 millions de dollars,,,. Life.church fait partie de l'Evangelical Covenant Church (en), une église initialement fondée par des émigrants suédois aux États-Unis, qui a évolué pour devenir une confession chrétienne évangélique membre de la Fédération internationale des églises évangéliques libres.
En mai 2017, l'application comptait plus de 1 000 langues et 271 millions de téléchargements.
En novembre 2021, les responsables de l'application annoncent avoir dépassé 500 millions de téléchargements.

## Utilisation alternative
L'application mobile de YouVersion est aussi utilisée par des athées pour mieux connaitre la Bible, ses différentes versions et traductions, et défendre l'athéisme.